# المدیه، الجزایر
المدیه (به عربی: ولایة المدیة) شهری در استان المدیه واقع در کشور الجزایر است که در سال ۱۹۹۸ میلادی ۱۲۳٫۵۳۵ نفر جمعیت داشته و جمعیت آن در سال ۲۰۰۵ میلادی به ۱۵۵٫۸۵۲ نفر رسیده‌است.